# Kościół Adwentystów Dnia Siódmego Ruch Reformacyjny
Kościół Adwentystów Dnia Siódmego Ruch Reformacyjny, tzw. adwentyści reformowani, (ang. Seventh Day Adventist Reform Movement, w skrócie SDARM) – międzynarodowa organizacja religijna licząca w 2019 około 45 tysięcy wiernych w ponad 130 krajach świata, natomiast w 2023 w Polsce 51 osób w 1 placówce oraz 5 duchownych. Władze Kościoła znajdują się w Roanoke, w Wirginii, Stany Zjednoczone. Działalnością ogólnoświatową zarządza Generalna Konferencja. Oficjalnie został zorganizowany w roku 1925, choć jako ruch istnieje od roku 1914.
Jest chrześcijańskim Kościołem protestanckim o charakterze adwentystycznym. Jest całkowicie niezależny od innych Kościołów, w tym także od Kościoła Adwentystów Dnia Siódmego.

## Powstanie i historia

### Geneza
Historia Kościoła Adwentystów Dnia Siódmego Ruch Reformacyjny sięga 1914 roku, kiedy nastąpiła mobilizacja wojska w Niemczech i adwentyści musieli ustosunkować się do zaistniałej sytuacji (tzw. Wielki Kryzys, tj. I wojna światowa). Przewodniczący Zjednoczenia Wschodnioniemieckiego H.F. Schuberth wraz z kolegium zatwierdzili, że wezwani do wojska adwentyści winni służyć armii (również z bronią w ręku) i uczestniczyć w sobotę w obronie swego kraju. Choć stanowisko władz kościoła było w tej sprawie jednoznaczne, mała grupa wiernych nie podporządkowała się temu postanowieniu uważając je za sprzeczne z Bożym prawem (2 Mojż. 20, 8-10. 13) i zasadą miłości nieprzyjaciół (Mat. 5, 44), a także przedwojennym stanowiskiem Kościoła w tej kwestii. Odmawiający służenia w armii członkowie Kościoła Adwentystów Dnia Siódmego ostatecznie zostali wykluczeni z Kościoła.
Z tej przyczyny wykluczono ponad 2000 członków Kościoła z Niemiec. Również w innych krajów Europy istniały niewielkie grupy, które odmówiły służby wojskowej. Po zakończeniu wojny, próby pojednania między wykluczonymi a Kościołem, mające miejsce w latach 1920 i 1922 zakończyły się niepowodzeniem. Z tego względu w dniach 14–20 lipca 1925 r. podczas pierwszej sesji Generalnej Konferencji w Gocie (Niemcy) Kościół Adwentystów Dnia Siódmego Ruch Reformacyjny został oficjalnie zorganizowany jako odrębna organizacja religijna.
Podczas II wojny światowej Kościół Adwentystów Dnia Siódmego postąpił podobnie, jak w przypadku pierwszej. Zatwierdziło to ostatecznie i nieodwołalnie rozłam z 1914 r. i brak możliwości pojednania między Kościołem Adwentystów Dnia Siódmego a Ruchem Reformacyjnym. Dlatego też w roku 1949 Generalna Konferencja Kościoła Adwentystów Dnia Siódmego Ruch Reformacyjny po czasie delegalizacji wojennej została ponownie zarejestrowana jako korporacja.
Generalna Konferencja miała pierwotnie swoją siedzibę w Isernhagen, Niemcy, następnie w Bazylei, Szwajcaria. Po II wojnie światowej władze przeniesiono do Sacramento, Kalifornia, USA. Obecnie znajdują się w Roanoke, Wirginia, USA.

### Adwentyści reformowani a prześladowania hitlerowskie
Członkowie Kościoła Adwentystów Dnia Siódmego Ruch Reformacyjny byli szczególnym obiektem prześladowań hitlerowskich. Wynikało to z „odmawiania wszelkiej służby wojskowej, nieużywania niemieckiego pozdrowienia, niewspierania narodowosocjalistycznych instytucji, takich jak: NSV, RLB, WHM, nastawienia międzynarodowego, nieuznawania żadnej ojczyzny i nazywania ludzi braćmi”. Wielu adwentystów reformowanych zostało zamordowanych w okrutny sposób, np.: „Brata Ślachetkę rozebrano i związanego rzucono na dziedziniec, pewien gestapowiec skacząc deptał mu klatkę piersiową, aż została ona zmiażdżona i wówczas śmierć uwolniła brata Szlachetkę od tych strasznych tortur”. Już 29 kwietnia 1936 r. zdelegalizowana została działalność Kościoła na podstawie dokumentu Pruskiej Tajnej Policji Państwowej: „Na podstawie § 1 VO prezydenta Rzeszy dla ochrony narodu i państwa z dn. 28.02.1933 (P.Dz.U. I S. 83) na obszarze całego państwa zostaje rozwiązana i zakazana sekta «Adwentystów Dnia Siódmego Ruch Reformacyjny». Mienie zostaje skonfiskowane. Działanie wbrew temu zarządzeniu, będzie karane na podstawie § 4 VO z dn. 28.02.1933 r. Powód: «Kościół Adwentystów Dnia Siódmego Ruch Reformacyjny» pod płaszczykiem działalności religijnej realizuje cele, które są sprzeczne ze światopoglądem socjalizmu narodowego. Zwolennicy tej sekty odmawiają udziału w służbie wojskowej i nie chcą stosować Niemieckiego pozdrowienia”.
Adwentyści reformowani nie stosowali się do tego zarządzenia, nadal realizując swoje cele, czego przykładem jest pastor Johann Hanselmann, przewodniczący Kościoła Adwentystów Dnia Siódmego Ruch Reformacyjny na Niemcy wschodnie, który został aresztowany i zamordowany w obozie Sachsenhausen w 1942 r. Jako powód podano: „Oskarżony objeżdżał wymieniony rejon – Saksonię, Brandenburgię, Pomorze, Śląsk i Prusy Wschodnie swoim samochodem i szukał zwolenników tej sekty, miał godziny biblijne i podawał Wieczerzę Pańską...”. Akt oskarżenia do drugiego procesu w Halle brzmiał: „Oskarżony był wcześniej kaznodzieją sekty «Adwentystów Dnia Siódmego Ruch Reformacyjny», która na całym obszarze Rzeszy została rozwiązana i zakazana przez rozporządzenie zastępcy szefa Tajnej Państwowej Policji z dn. 29.04.1936 r. Sekta ta, posiadająca swoją siedzibę w Isernhagen, odłamała się w 1914 r. od dużego Zboru Adwentystów, ponieważ adwentyści, udzielając swoim zwolennikom zezwolenia na wykonywanie służby wojskowej, odstępują od swoich zasad. Reformatorzy byli zdania, że adwentyści nie powinni swoim członkom udzielać takiego zezwolenia. Przeciwności te między adwentystami a reformatorami zaostrzyły się jeszcze bardziej po narodowym powstaniu. Podczas gdy zwolennicy Kościoła Adwentystów Dnia Siódmego stanęli całkowicie po stronie narodowosocjalistycznej władzy, zastosowali się do niemieckiego pozdrowienia, posyłali swoje dzieci do narodowosocjalistycznych organizacji i wykonywali służbę wojskową, zwolennicy Ruchu Reformacyjnego trzymali się niewzruszenie swoich starych zasad. Pod płaszczykiem ruchu religijnego zmierzają do celów sprzecznych ze światopoglądem socjalizmu narodowego… Reformatorzy reprezentują stanowisko, że rozkazowi mogą podporządkować się jedynie wtedy, jeżeli nie jest on sprzeczny z zasadami Biblii, ponieważ oni więcej muszą słuchać Boga niż ludzi.”.

## Nauka i działalność Kościoła

### Bóg i człowiek
Kościół Adwentystów Dnia Siódmego Ruch Reformacyjny wierzy w Boga w Trzech Osobach – Ojca, Syna i Ducha Świętego (1J 5,7; Mt 28,19), który stworzył świat w ciągu sześciu literalnych dni (Rdz 1). Człowiek miał od początku wolną wolę. Pierwsza para ludzka zgrzeszyła za namową szatana – upadłego anioła (Iz 14,12), straciła nieśmiertelność i potrzebuje zbawienia.

### Zbawienie
Zbawienie uważane jest za dar łaski Bożej udzielany człowiekowi niezależnie od uczynków, a przez wiarę w pojednawczą śmierć Jezusa Chrystusa za grzechy świata. Do zbawienia konieczna jest pokuta, posłuszeństwo i odrodzenie z Ducha Świętego, na mocy śmierci Jezusa Chrystusa – który będąc odwiecznym Bogiem, przyszedł na Ziemię w ludzkiej, upadłej naturze i żył życiem doskonałym, nigdy nie grzesząc. Odrzuca się predestynację, doktrynę Raz zbawiony, na zawsze zbawiony oraz Tajemnicze Pochwycenie ludu Bożego przed plagami. Ruch Reformacyjny wierzy, że od momentu zaistnienia grzechu we wszechświecie, trwa wielki bój pomiędzy Bogiem, a szatanem, w który zaangażowane są wszystkie istoty.

### Powtórne przyjście Chrystusa
Zgodnie z nazwą Kościół kładzie nacisk na dwie istotne doktryny. Pierwsza z nich to wiara w bliski powrót Jezusa Chrystusa na ziemię, który zakończy obecną epokę zła zmartwychwstaniem sprawiedliwych i zabraniem ich do nieba na tysiąc lat, w celu przeprowadzenia sądu. Po Millenium nastąpi trzecie przyjście Chrystusa na Ziemię, Sąd ostateczny i zamieszkanie zbawionych na Ziemi.

### Sabat (dzień sobotni)
Druga istotna nauka to Szabat jako dzień święty zgodnie z IV przykazaniem biblijnego dekalogu (Wj. 20,8). Sobotnie święto uznaje się za nieprzemijający w czasie dzień odpocznienia (Hebr. 4,9). Wyznawcy w każdą sobotę uczestniczą w nabożeństwach, składających się z dwóch części: studium Biblii przeprowadzanego na podstawie międzynarodowego kwartalnika pt. Sobotnie Lekcje Biblijne oraz Kazania Słowa Bożego; powstrzymują się w tym dniu od pracy zarobkowej, rozmów na tematy świeckie oraz obowiązków całego tygodnia, skupiając uwagę na Bogu.

### Obrzędy Kościoła
Kościół uznaje trzy obrzędy: chrzest przyjmowany w wieku dorosłym przez całkowite zanurzenie w wodzie, w imię Ojca i Syna i Ducha Świętego, obrzęd pokory – umywanie nóg, oraz społeczność chleba i wina podczas Wieczerzy Pańskiej.

### Reforma zdrowia i ubioru, działalność społeczna
Wyznawcy Kościoła prowadzą zdrowy tryb życia całkowicie powstrzymując się od tytoniu, alkoholu, narkotyków, herbaty, kawy. Wszystkich członków obowiązuje dieta wegetariańska. Kościół czynnie popiera i propaguje wegetarianizm na całym świecie (m.in. poprzez wydawanie literatury oraz w swoich placówkach). Członkowie są zobowiązani do godnego prezentowania Chrystusa przez właściwe ubieranie się i odrzucenie biżuterii (Iz. 3; 1Tym 2,9-10). Ruch Reformacyjny posiada w różnych krajach własne szkoły, uczelnie, sanatoria, szpitale i domy wydawnicze.

### Pismo Święte
Podstawą wszelkiej nauki i praktyki jest jedynie Pismo Święte (39 ksiąg Starego Testamentu i 27 ksiąg Nowego Testamentu). Kościół odrzuca wszystkie apokryfy i księgi deuterokanoniczne pod względem kanonicznym, nie podważając jednak zawartych w nich faktów potwierdzonych przez historię.

### Sąd śledczy
Kościół uważa, że po okresie „2300 wieczorów i poranków” (Dn 8,14) kończących się w roku 1844, żyjemy w okresie pierwszej fazy sądu Bożego (sądu śledczego) oraz pieczętowania „stu czterdziestu czterech tysięcy” (Obj. 7). Kościół swoje posłannictwo widzi w głoszeniu światu orędzia trzech aniołów (Obj. 14) mówiącego o nadejściu godziny sądu Bożego, powszechnym odstępstwie w religiach, sfałszowaniu dekalogu i rychłym powrocie Chrystusa na Ziemię w chwale.

### Świątynia w niebie i pośrednictwo Chrystusa
Ruch Reformacyjny wierzy, że w niebie znajduje się świątynia wyglądająca tak samo, jak ta na Ziemi za czasów Mojżesza (Hebr 8,1.2). Uważa się, że została wzniesiona przez samego Boga i jest miejscem, w którym obecnie znajduje się Jezus Chrystus pełniąc urząd arcykapłana i jedynego pośrednika między Bogiem a ludźmi aż do zakończenia czasu łaski.

### Małżeństwo
Małżeństwo uważane jest za świętą instytucję ustanowioną przez Boga w Edenie. Odrzuca się możliwość ponownego zawarcia ślubu, aż do śmierci jednego z małżonków.

### Dary Ducha Świętego i Duch Proroctwa
Kościół wierzy w aktualność darów Ducha Świętego. Ellen G. White uznaje się za prorokinię Bożą w czasie końca, która ma wzmocnić i pokrzepić lud Boży, dając mu natchnione świadectwa od Boga. Jej pisma stanowią natchniony komentarz do Biblii, jako do jedynej podstawy wiary, który pomaga ustrzec się przed błędną interpretacją Słowa Bożego.

### Tradycja apostolska
Kościół odrzuca autorytet tradycji, a więc także zwierzchnictwo papieża, modlitwy do świętych, chrzest niemowląt, spowiedź, kult obrazów, świętych, relikwii i Maryi, krucyfiksy, transsubstancjację, odpusty, msze święte, nieśmiertelność duszy, modlitwy za zmarłych, ludzkich kapłanów, niepokalane poczęcie Maryi Panny, wieczne męki piekielne, czyściec, świętość niedzieli (zamiast tego święci się sabat), Sukcesję apostolską urzędu, i inne nauki i zwyczaje których nie odnajdują w Biblii. Odrzuca się również istnienie świętych miejsc (świątynie, sanktuaria, katedry), świętej kasty (księża, papieże) oraz świętych rytuałów.

### Przepisy Żydowskie
Uważa się, że Jezus Chrystus zniósł ważność Mojżeszowego Prawa Ceremonialnego, które regulowało kwestie służby kapłanów w świątyni, obrzezania i świąt żydowskich, wypełniając je na sobie. Nie naruszył jednak ważności Prawa Moralnego – Dziesięciu Przykazań.

### Pacyfizm i polityka
Z uwagi na to, że Kościół w całości akceptuje Dekalog, istotną sprawą staje się pacyfizm. Wyznawcy Ruchu Reformacyjnego nie uczestniczą w działaniach wojennych, czego dowód dali podczas obu wojen światowych, gdy większość chrześcijan służyła w armii, oni byli prześladowani i mordowani za odmowę przelania krwi wroga. Do dzisiaj Kościół stoi na stanowisku, iż nie należy mieszać się w sprawy militarne i polityczne. Ta zasada miłości bliźniego i uznanie życia za wartość najwyższą wyróżnia Ruch Reformacyjny spośród innych wyznań protestanckich i adwentystycznych. Publikacja Kościoła pt. Pamiętnik „Nie umiłowali duszy swojej aż do śmierci” jest zebraniem dowodów świadczących o wierności adwentystów reformowanych wobec zasad wiary podczas prześladowań hitlerowskich, za co spotkały ich tortury i śmierć.

### Stosunek do objawień Ellen White
Szesnasta zasada wiary Kościoła Adwentystów Dnia Siódmego Ruch Reformacyjny naucza:
Zgodnie z obietnicą Bożą z Dziejów Apostolskich 2:17-21, dar proroctwa został przywrócony Kościołowi w ostatnich dniach, nie jako środek zastępczy dla Biblii, ani dodatek do niej, lecz jako przewodnik i jako znak wyróżniający ostatek ludu Bożego. Natchnione pisma zwracają naszą uwagę na zasady biblijne jako regułę wiary i praktyki, oraz pomagają nam ustrzec się przed błędną interpretacją Słowa Bożego.
Czwarta Księga Mojżeszowa 12:6; Druga Księga Kronik 20:20; Przypowieści Salomona 29:18; Księga Ozeasza 12:13; Księga Amosa 3:7; List do Efezjan 4:8-11; Pierwszy list do Tesaloniczan 5:20.21..
Kościół Adwentystów Dnia Siódmego Ruch Reformacyjny traktuje dzieła Ellen G. White jako natchnione przekazy od Boga do jego ludu. Jest sprawą dyskusyjną, czy nie wyklucza to wyższości Biblii, choć sam Kościół Adwentystów Dnia Siódmego Ruch Reformacyjny twierdzi, iż Biblię traktuje jako jedyną nieomylną zasadę wiary i praktyki (akceptując w pełni protestancką zasadę Sola scriptura), zaś pisma Ellen G. White jako wyłącznie „pomagające ustrzec się przed błędną interpretacją Słowa Bożego”. Zgodnie z przesłaniem książek Ellen G. White, wszyscy adwentyści reformowani są wegetarianami, pacyfistami, nie są członkami związków zawodowych, kobiety nie noszą spodni itp. Jednak wszelkie rady Ellen G. White do których stosuje się Ruch Reformacyjny, nie zaprzeczają Pismu Świętemu, lecz decydują, jak mają się zachować członkowie w przypadku spraw nieporuszanych w Biblii m.in. ze względu na odmienną kulturę i czasy. Pismo Święte uznane jest za najwyższy i ostateczny autorytet. Kościół Adwentystów Dnia Siódmego Ruch Reformacyjny uznaje, że sam Bóg, a nie Ellen G. White, jest właściwym autorem jej książek, co potwierdza słowami samej Ellen G. White:
„Nie piszę nic, co wyrażałoby po prostu moje własne idee. One są tym, co Bóg odsłonił przede mną w widzeniu – to drogocenne promienie światła spływające od Tronu”.
„We wszystkich Twoich przekazach mów jako ta, do której przemówił Pan. On jest Twoim autorytetem”.
„Ludzie mogą układać plany jeden za drugim, a wróg będzie usiłował odciągnąć dusze od Prawdy, ale wszyscy, którzy wierzą, że Pan mówił przez siostrę White i dał jej poselstwo, będą zabezpieczeni przed zwiedzeniami, które przyjdą w tych ostatnich dniach”.
Zdaniem Kościoła Adwentystów Dnia Siódmego Ruch Reformacyjny przywrócenie daru prorokowania Kościołowi w czasie końca było przepowiedziane w Biblii.

### Oficjalne publikacje Kościoła

#### Książki
- Fundamentalne Nauki Chrześcijańskie Kościoła Adwentystów Dnia Siódmego Ruch Reformacyjny

Autor: Doktrynalne Konsylium Generalnej Konferencji
Tytuł oryginału: Fundamental Christian Doctrines of the Seventh Day Adventist Reform Movement
Oficjalna deklaracja wiary opracowana przez Generalną Konferencję. Zawiera ona 25 zasad wiary wraz z obszernym komentarzem i cytatami biblijnymi. Jest to rozszerzona i uzupełniona wersja zasad wiary przyjętych przez Kościół podczas sesji Generalnej Konferencji w roku 1925 w Gocie.
- Historia Kościoła Adwentystów Dnia Siódmego Ruch Reformacyjny

Autor: A. Balbach
Tytuł oryginału: History of the Seventh Day Adventist Reform Movement
Obszerne dzieło ukazujące okoliczności powstania i rozwoju Ruchu Reformacyjnego na całym świecie. Pierwsze rozdziały skupiają się wokół Generalnej Konferencji w Minneapolis, w stanie Minnesota, w roku 1888, odstępstwie w roku 1914 i wczesnym doświadczeniom reformatorów. Kolejne opisują postęp dzieła na skale ogólnoświatową, zorganizowanie się w roku 1925 oraz historię Kościoła w wielu krajach.
- Śpiewnik Reformacyjny

Autor: Komitet Muzyczny Generalnej Konferencji
Tytuł oryginału: Reformation Hymnal
Oficjalny śpiewnik Kościoła, zawierający 700 pieśni. Zawarte w nim pieśni to zarówno tradycyjne pieśni adwentystyczne, jak też pieśni innych wyznań. Wśród autorów i kompozytorów pieśni w nim zawartych, najsławniejsi to Fanny J. Crosby, William J. Kirkpatrick, Franklin E. Belden, Marcin Luter, czy Charles Wesley. Śpiewnik ten dostępny jest wielu wersjach językowych.
- Nie bój się mała trzódko

Autor: E.G. White
Tytuł oryginału: Fear Not, Little Flock
Jest to chrystocentryczny materiał zawierający tekst Biblijny na każdy dzień roku opatrzony komentarzem Ellen G. White. Stosuje się go do prowadzenia porannego rozmyślania nad Słowem Bożym.
- Pieczętowanie Ludu Bożego

Autor: A.C. Sas
Tytuł oryginału: Sealing of God's People
Publikacja prezentuje kwestię klasy 144.000 opieczętowanych oraz samego pieczętowania z punktu widzenia Biblii, pierwszych adwentystów, stanowiska Ellen G. White oraz materiałów zawartych w Seventh-Day Adventist Encyclopedia. Autor był prezydentem Generalnej Konferencji w latach 1995 do 2003.

#### Czasopisma
Generalna Konferencja publikuje trzy kwartalniki: Reformation Herald (Zwiastun Reformacyjny), Sabbath Bible Lessons (Sobotnie Lekcje Biblijne), jako podręcznik do prowadzenia Szkoły Sobotniej, oraz Youth Messenger – czasopismo dla młodzieży. Są one następnie tłumaczone i wydawane w różnych językach.

## Dialog ekumeniczny
Kościół Adwentystów Dnia Siódmego Ruch Reformacyjny w pełni popiera wolność religijną i prawo do niej każdego człowieka. Członkowie są zobowiązani do poszanowania wszystkich ludzi bez względu na wyznanie czy narodowość. Kościół jednak nie jest i nie był nigdy członkiem organizacji międzywyznaniowych ani ekumenicznych. Nie popiera także w żaden sposób dialogu ekumenicznego, co różni go od innych wyznań adwentystycznych.

## Kościół w Polsce

### Działalność
W Polsce Kościół Adwentystów Dnia Siódmego Ruch Reformacyjny reprezentowany jest głównie na Śląsku (zbór w Katowicach), choć członkowie znajdują się również na Pomorzu, Lubelszczyźnie, Podkarpaciu czy w Polsce centralnej. Kościół dysponuje domem modlitwy znajdującym się w Rudzie Śląskiej. Prowadzi nabożeństwa i odczyty w różnych częściach Polski, wydaje literaturę religijną, z czego co kwartał Sobotnie Lekcje Biblijne oraz co rok Odczyty na tydzień modlitwy. Prowadzi działalność dobroczynną i zdrowotną. Czynnie propaguje wegetarianizm. Popiera ochronę środowiska.

### Kwestie prawne
Ruch Reformacyjny jest od roku 1990 wpisany do Rejestru Kościołów i Związków Wyznaniowych Ministerstwa Spraw Wewnętrznych i Administracji RP pod nr 48, z początku pod źle przetłumaczoną nazwą „Społeczność Adwentystów Dnia Siódmego Poruszenie Reformacyjne”, a obecnie „Adwentyści Dnia Siódmego Ruch Reformacyjny”, co jest poprawnym tłumaczeniem oryginalnej nazwy wspólnoty: „Seventh Day Adventist Reform Movement”. Jest społecznością działającą legalnie na terenie całej Polski. Przewodniczącym Zjednoczenia Polskiego jest Paweł Zając.

## Statystyki

### Dane według statystycznych ankiet wyznaniowych
| Rok   | Liczba wiernych | Liczba placówek | Liczba duchownych |
| ----- | --------------- | --------------- | ----------------- |
| 1990  | 57              |                 |                   |
| 1991  | 57              |                 |                   |
| 1992  | 55              |                 |                   |
| 1994  | 65              |                 | 3                 |
| 1995  | 74              | 6               | 3                 |
| 1998  | 83              | 3               | 3                 |
| 1999  | 70              | 3               | 1                 |
| 2000  | 67              | 5               | 4                 |
| 2001  | 71              | 6               | 4                 |
| 2002  | 74              | 6               | 4                 |
| 2003  | 70              | 5               | 3                 |
| 2004  | 62              | 7               | 3                 |
| 2005  | 60              | 7               | 3                 |
| 2006  | 51              | 8               | 4                 |
| 2007  | 52              | 9               | 5                 |
| 2008  | 49              | 8               | 4                 |
| 2009  | 29              | 8               | 4                 |
| 2010  | 42              | 8               | 4                 |
| 2011  | 42              | 6               | 5                 |
| 2012  | 42              | 5               | 5                 |
| 2013  | 42              | 5               | 5                 |
| 2014  | 42              | 5               | 5                 |
| 2015  | 42              | 5               | 5                 |
| 2016  | 30              | 1               | 6                 |
| 2017  | 30              | 1               | 6                 |
| 2018  | 35              | 1               | 6                 |
| 2019  | 35              | 1               | 6                 |
| 2020' | 35              | 1               | 6                 |
| 2021  | 49              | 1               | 7                 |
| 2022  | 58              | 1               | 6                 |
| 2023  | 51              | 1               | 5                 |

### Dane według wyników spisów powszechnych
| Spis powszechny               | Liczba deklaracji |
| ----------------------------- | ----------------- |
| Narodowy Spis Powszechny 2011 | 1–99              |
| Narodowy Spis Powszechny 2021 | 1254              |

## Dane teleadresowe
Kościół Adwentystów Dnia Siódmego Ruch Reformacyjny w Rzeczypospolitej Polskiej
ul. Piłsudskiego 149
41-707 Ruda Śląska